# Pierre Jourdan (homme politique)
Pour les articles homonymes, voir Pierre Jourdan et Jourdan.
Pierre Jourdan, né le 22 juin 1923 à Montpellier (Hérault) et mort dans la même ville le 21 octobre 2020, est un homme politique français. Il est conseiller général, maire de Saint-Étienne-de-Lugdarès et enfin sénateur de l'Ardèche de 1971 à 1980.

## Détail des fonctions et des mandats
- 24 avril 1955 - octobre 1980 : Conseiller général du canton de Saint-Étienne-de-Lugdarès
- 15 mars 1959 - octobre 1980 : Maire de Saint-Étienne-de-Lugdarès
- 18 mars 1970 - 3 octobre 1973 : 3e vice-président du Conseil général de l'Ardèche
- 26 septembre 1971 - 1er octobre 1980 : Sénateur de l'Ardèche
- 3 octobre 1973 - 17 mars 1976 : 2e vice-président du Conseil général de l'Ardèche